# Lidtjärnen (Trehörningsjö socken, Ångermanland, 706010-164765)
Lidtjärnen är en sjö i Örnsköldsviks kommun i Ångermanland och ingår i Husåns huvudavrinningsområde.